# 미스 유니버스 2014
제64회 미스 유니버스 2014 대회는 2015년 1월 25일에 미국의 플로리다에서 열렸으며, 플로리다 대학교에서 개최되었다. 베네수엘라 출신의 미스 유니버스 2013인 가브리엘라 이슬러가 미스 유니버스 2014의 우승자인 콜롬비아 출신의 파울리나 베가에게 왕관을 물려주었다.

## 결과

### 최종 결과
| 득점결과           | 참가자 |
| ------------------ | --- |
| 미스 유니버스 2014 | - 콜롬비아 – 파울리나 베가 |
| 2위                | - 미국 – 니아 산체스 |
| 3위                | - 우크라이나 – 다이아나 하쿠사 |
| 4위                | - 네덜란드 – 야스민 베어히젠 |
| 5위                | - 자메이카 – 카시 페넬 |
| Top 10             | - 아르헨티나 – 발렌티나 페레르 - 오스트레일리아 - 테간 마틴 - 필리핀 – 메리 진 라티모사 - 스페인 – 디세르 코데로 - 베네수엘라 – 미그벨리스 카스텔레노스 |
| Top 15             | - 브라질 - 멜리사 궈겔 - 프랑스 - 카미유 세르프 - 인도 – 노요니타 노드 - 인도네시아 – 엘비라 데비나미라 - 이탈리아 – 발렌티나 보나리바                  |

### 특별상
우정상 나이지리아 - 퀸 크리스틴
포토제닉 푸에르토리코 - 가브리엘라 베리오스
전통의상 인도네시아 - 엘비라 데비나미라

## 대회 정보

### 배경 음악
오프닝Up town Funk Mark Ronson Feat Bruno Mars
수영복 심사Prince Royce Stuck on a Feeling Darte un beso
이브닝 가운 심사Nick jonas
마지막 심사 ː 게빈 데그로

### 심사위원

#### 예선
- Llyod Boston
- Azucena Cierco
- Jeneine Doucette whire
- Michelle Mclean - 미스유니버스 1992
- Jimmy Nguyen - 베트남계 미국인 사업가
- Corinne Nicolas
- Tyler Tixer

#### 본선
- Kristin Cavallari - 미국 금발 패션 디자이너
- William Levy - 쿠바계 스페인 아메리칸 모델 배우
- Manny Pacquiao - 필리핀 현역 격투선수
- Louise Roe - 영국 패션 디자이너 최장신 미녀
- Lisa Vanderpump - 영국계 미국인 탤런트
- Emillio Estefan - 음악 프로듀서 앨범 제작자
- Desean Jackson - 미국 현역 야구선수
- Nina Garcia - 프로젝트 런웨이 총괄 심사위원
- Rob Dyrdek - 미국 사업가
- GianCarlo Stanton - 마이애미 야구단 프로 선수

## 같이 보기
- 미스 유니버스
- 미스 USA
- 미스 월드
- 미스터 월드